# Letní hra
Letní hra (v originále Comédie d'été) je francouzský hraný film z roku 1989, který režíroval Daniel Vigne jako adaptaci románu Am Südhang Eduarda von Keyserling. Snímek měl světovou premiéru na filmovém festivalu v Montréalu dne 28. srpna 1989.

## Děj
V létě 1912 se mladý Adrien vrací domů z neúspěšného studia na vojenské akademii. V domě je na pozvání rozvedená Vicki, se kterou Adrien začne vztah

## Obsazení
| Maruschka Detmers     | Vicky     |
| Rémi Martin           | Adrien    |
| Jean-Claude Brialy    | Gaston    |
| Nelly Borgeaud        | Louise    |
| Mila Parély           | komtesa   |
| Jean-François Perrier | Alfred    |
| Jessica Forde         | Bibi      |
| Thierry Fortineau     | Sébastien |
| Céline Samie          | dcera     |
| Vincent Solignac      | Pierre    |
| Philippe Uchan        | Mathieu   |